# Andrzej Trautman
Andrzej Mariusz Trautman (Varsóvia, 4 de janeiro de 1933) é um físico polonês.